# Зайон (тауншип, Миннесота)
Зайон (англ. Zion) — тауншип в округе Стернс, Миннесота, США. На 2000 год его население составило 388 человек.

## География
По данным Бюро переписи населения США площадь тауншипа составляет 91,8 км², из которых 91,8 км² занимает суша, а 0,1 км² — вода (0,06 %).

## Демография
По данным переписи населения 2000 года здесь находились 388 человек, 125 домохозяйств и 103 семьи.  Плотность населения —  4,2 чел./км².  На территории тауншипа расположено 127 построек со средней плотностью 1,4 построек на один квадратный километр.
Из 125 домохозяйств в 47,2 % воспитывались дети до 18 лет, в 71,2 % проживали супружеские пары, в 4,8 % проживали незамужние женщины и в 17,6 % домохозяйств проживали немесейные люди. 14,4 % домохозяйств состояли из одного человека, при том 4,8 % из — одиноких пожилых людей старше 65 лет.  Средний размер домохозяйства — 3,10, а семьи — 3,45 человека.
31,2 % населения — младше 18 лет, 9,5 % — в возрасте от 18 до 24 лет, 28,4 % — от 25 до 44, 21,1 % — от 45 до 64, и 9,8 % — старше 65 лет.  Средний возраст — 34 года. На каждые 100 женщин приходилось 133,7 мужчин.  На каждые 100 женщин старше 18 приходилось 130,2 мужчин.
Средний годовой доход домохозяйства составлял 45 769 долларов, а средний годовой доход семьи —  46 750 долларов. Средний доход мужчин —  29 063  доллара, в то время как у женщин — 23 750. Доход на душу населения составил 15 544 доллара.  За чертой бедности находились 11,4 % семей и 9,9 % всего населения тауншипа, из которых 7,8 % младше 18 и 19,4 % старше 65 лет.